# Coenotephria mathewi
Coenotephria mathewi là một loài bướm đêm trong họ Geometridae.